# Antispeziesismus
Antispeziesismus ist eine philosophische und ethische Haltung, die sich gegen die Diskriminierung von Lebewesen aufgrund ihrer Artzugehörigkeit richtet. Der Begriff setzt sich aus „Anti-“ (gegen) und „Speziesismus“ (Diskriminierung aufgrund der Spezies) zusammen.
Speziesismus beschreibt die Annahme, dass Menschen oder bestimmte Tierarten über anderen stehen und daher das Recht haben, diese zu nutzen oder zu misshandeln. Antispeziesisten argumentieren, dass alle fühlenden Wesen – unabhängig von ihrer Art – das Recht auf Leben und Freiheit haben sollten und dass ihre Interessen gleichwertig berücksichtigt werden müssen.
Diese Bewegung ist eng mit Tierrechtsbewegungen verbunden und fordert oft ein Umdenken in Bezug auf den Umgang mit Tieren in der Landwirtschaft, Forschung, Unterhaltung und anderen Bereichen. Antispeziesismus plädiert für eine gerechtere Behandlung aller Lebewesen und fördert oft vegane Lebensstile als Ausdruck dieser Überzeugung.